# Hochbunker Limburg

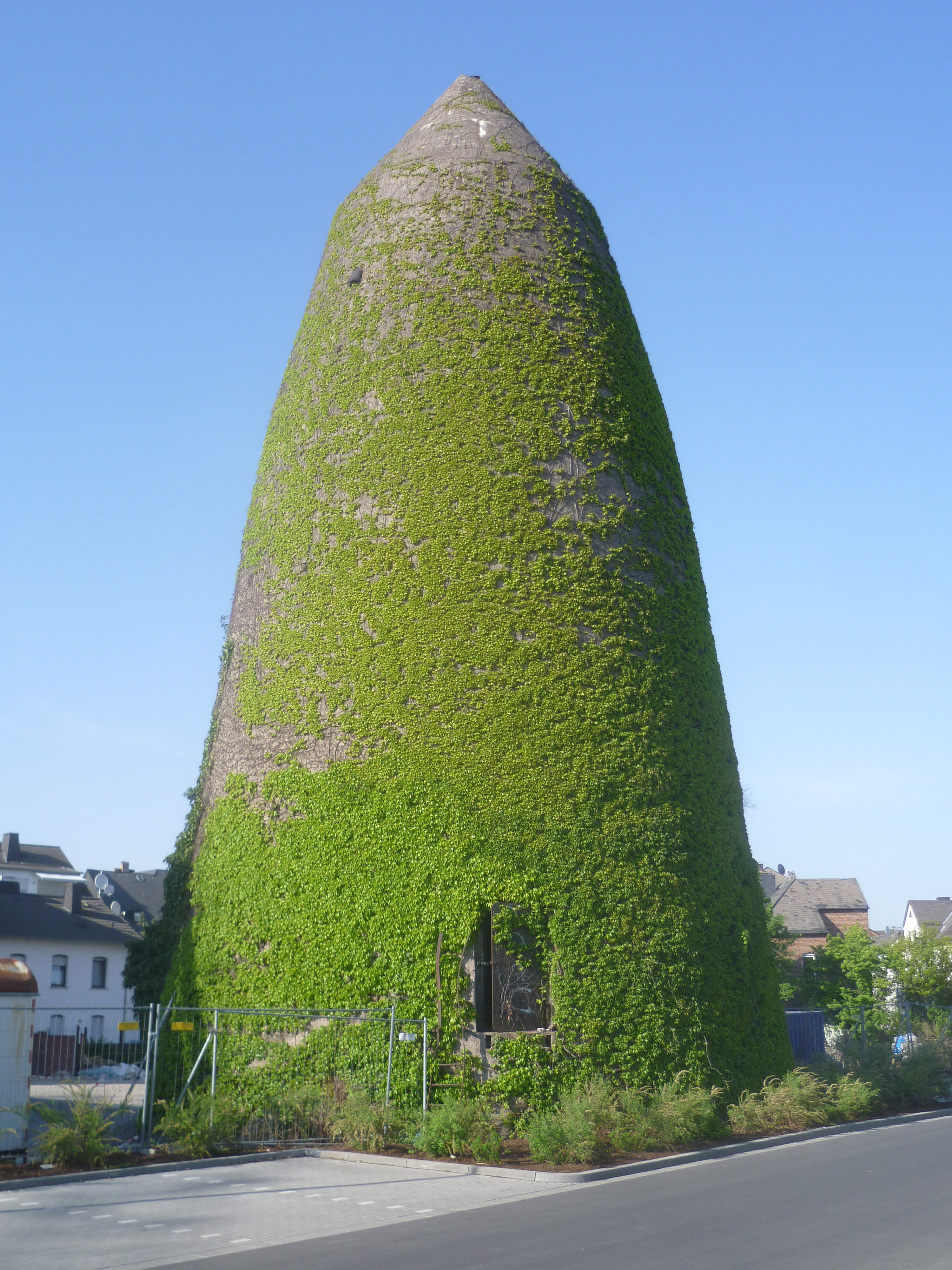
Der rundum bewachsene Bunker

Bei dem Hochbunker („Winkelturm“) auf dem Gelände des Einkaufszentrums WERKStadt in Limburg, handelt es sich um einen Luftschutzbunker der Bauart Winkel, benannt nach dem Konstrukteur Leo Winkel. Er wurde im Zweiten Weltkrieg 1941 zum Schutz der Mitarbeiter des Reichsbahn-Ausbesserungswerks Limburg vor den Luftangriffen der Alliierten errichtet. Zur Verbesserung des Erschütterungsschutzes wurde der Bunker auf einem Bett aus Eisenspänen errichtet.
Der Bunker, der heute noch weite Teile der seinerzeitigen Ausstattung aufweist, wie zum Beispiel die Holzbänke, auf denen die Schutzsuchenden saßen, steht heute unter Denkmalschutz.